# Ungheria ai XVIII Giochi olimpici invernali
L'Ungheria partecipò ai XVIII Giochi olimpici invernali, svoltisi a Nagano, Giappone, dal 7 al 22 febbraio 1998, con una delegazione di 17 atleti impegnati in sei discipline.